# Arboreto Cox y jardines de Metropark
La Arboreto Cox y jardines de Metropark (en inglés: Cox Arboretum and Gardens MetroPark) es un parque jardín botánico y arboreto de unas 76.5 hectáreas (189 acres) de extensión, ubicado en la proximidad de Dayton, Ohio. 
El "Cox Arboretum and Gardens MetroPark" es uno de los parques del área de Dayton que están incluidos en el "Five Rivers Metroparks system".

## Localización
Cox Arboretum and Gardens MetroPark, 6733 Springboro Pike Dayton, Montgomery county Ohio 45449 Estados Unidos
Planos y vistas satelitales.39°39′18.58″N 84°13′26.76″O / 39.6551611, -84.2241000
Está abierto todos los días y la entrada es gratuita. 

## Historia
El arboreto fue establecido en 1962 when James M. Cox, Jr., y su familia donaron su propiedad a una fundación sin ánimo de lucro, que continua desarrollando el arboreto.
El jardín fue donado al "Five Rivers Metroparks" en 1972, mediante un acuerdo público y privado. 

## Colecciones
Actualmente el jardín alberga varios jardines temáticos, tales como,
- Jardín de arbustos con más de 500 variedades de árboles y arbustos,
- Casa de las mariposas,
- Jardín de los niños y laberinto
- Bosquete de coníferas,
- Alameda de manzanos silvestres
- Plantas perennes,
- Jardín de hierbas ornamentales
- Hierbas medicinales,
- Rosaleda,
- Rocalla,
- Humedal con plantas acuáticas
- Jardín de flores silvestres del bosque.

Los senderos de paseo tienen una longitud de 3.5 millas (5.6 km).